# Дюроше, Поль-Андре
Поль-Андре Дюроше (фр. Paul-André Durocher, англ. Paul-André Durocher; род. 28 мая 1954, Виндзор, провинция Онтарио, Канада) —  прелат Римско-католической церкви, вспомогательный епископ Су-Сент-Мари, 2-й титулярный епископ Авсуаги, 2-й епископ Александрии-Корнуолла, 2-й архиепископ Гатино.

## Биография
Поль-Андре Дюроше родился 28 мая 1954 года в Виндзоре, в провинции Онтарио. Он был сыном Мориса Дюроше и Люсиль, урожденной Дюплэнтье. Кроме него в семье было ещё шестеро детей. После его рождения, родители переехали в Тимминс. Здесь он получил начальное и среднее образование. В 1977 году защитил степень бакалавра музыковедения в университете Западного Онтарио в Лондоне. Продолжил образование в семинарии святого Павла в Оттаве, где защитил степени  в 1981 году бакалавра и в 1985 году магистра в области теологии. Ранее, в 1981 году защитил степень бакалавра в области образования в университете Оттавы.
2 июля 1982 года был рукоположен в сан священника для епархии Тимминса. В 1992 году стал лиценциатом гражданского канонического права в университете Страсбурга во Франции. В 1996 году стал лиценциатом священной теологии в Папском григорианском университете в Риме. За годы служения в качестве приходского священника в епархии Тимминс, он также преподавал в средней школе, составлял методические пособия по религиозным дисциплинам, был модератором и администратором различных приходов, курировал деятельность епархиальной молодежи, вопросы пастырского попечения и работу канцелярии.
15 ноября 1960 года римский папа Иоанн Павел II назначил его вспомогательным епископом Су-Сент-Мари и номинировал в титулярные епископы Авсуаги. Епископскую хиротонию 14 марта 1997 года возглавил Жан-Луи Плуфф, епископ Су-Сент-Мари, которому сослужили Бернард-Фрэнсис Папен, титулярный епископ Арадии и Жак Ландрийоль, епископ-эмерит Тимминса. Жил в Сэдбери, курируя франкофонные приходы епархии. Служил в комиссии по образованию и социальным вопросам Ассамблеи католических епископов Онтарио. Кроме того, был членом Комиссии по богослужению франкофонного сектора Канадской епископской конференции.
27 апреля 2002 года был назначен епископом Александрии-Корнуолла. Взошел на кафедру 17 июня 2002 года. В 2002 — 2008 годах занимал пост председателя Комиссии по образованию Ассамблеи католических епископов Онтарио. В 2002 — 2004 годах был председателем Комитета по богословию Канадской епископской конференции. От последней в 2005 году был делегатом на Евхаристическом Архиерейском Синоде.
12 октября 2011 года римский папа Бенедикт XVI назначил его архиепископом Гатино, после чего он был избран вице-президентом Канадской епископской конференции. 30 ноября того же года официально взошёл на кафедру. В сентябре 2013 года его избрали президентом Канадской епископской конференции. В октябре 2014 года принимал участие в Чрезвычайном Архиерейском Синоде по вопросам семьи. С марта 2014 года является членом Папского совета по культуре.